# إلينور فيري
إلينور فيري (بالإنجليزية: Elinor Ferry)‏ هي صحفية أمريكية، ولدت في 1915 في شامبرسبورغ في الولايات المتحدة، وتوفيت في 1993.